# Canal des Salines de l’Est
Der Canal des Salines de l’Est ist ein unvollendeter Kanal im Osten Frankreichs in der Region Grand Est, früher Lothringen, im Département Moselle.

## Geschichte
Schon im 14. Jahrhundert gab es Pläne, die Seille mit der Saar zu verbinden, nicht zur Schifffahrt, sondern um den Wasserstand der Saar während der Trockenperioden zu erhöhen und so die Flößerei ganzjährig zu ermöglichen.
Erste Planungen für den Bau eines Kanals von der Saar nach Metz begannen im Jahr 1806, um den Transport der Salinen in Dieuze und Château-Salins zu verbessern und auch Kohle aus dem Saarbrücker Kohlebecken nach Frankreich zu transportieren. Der Kanal sollte von Dieuze bis Sarralbe gehen und dann der Saar flussabwärts folgen.  
Der Bau begann 1809, die Scheitelhaltung sollte bei Cuttling in der Nähe von Loudrefing sein, die 25 m Höhenunterschied westlich nach Dieuze sollten mit 8 Schleusen überwunden werden, ebenso die 23 m östlich zur Saar mit 8 Schleusen. Der Wasserzufluss westlich sollte vom Fluss Seille kommen, östlich von der Rode und der Albe. Für die Scheitelhaltung war geplant, vom Oberlauf der Saar einen 48,8 km langen Kanal zu bauen. Nachdem einige Vorarbeiten begonnen hatten und schon beträchtliche Mittel ausgegeben waren, wurden 1814 die Arbeiten eingestellt.
Die Fertigstellung des Saarkanals 1866 gab noch einmal Anlass, mit dem Bau fortzufahren und es wurden Teilstücke zwischen Mittersheim und Loudrefing auf einer Länge von 5,9 km begonnen, aber nicht fertiggestellt. Im Jahr 1881 wurde der provisorische Stichkanal von Mittersheim bis Loudrefing in der Länge von 4 km in Betrieb genommen, ohne Schleusen und so eng, dass der Verkehr nur einspurig erfolgen konnte. Im Jahr 1938 war er noch in Betrieb, wurde aber nach dem Zweiten Weltkrieg nicht mehr genutzt und ist in der Zwischenzeit verfallen und zugewachsen.

## Überreste
Heute findet man noch Reste zwischen Mittersheim und Dieuze:
- In Mittersheim existiert der Anschluss an den Saar-Kanal, ca. 50 m lang. Er wird heute von einer Hausboot-Vermietung genutzt als Wartungs-Werft für ihre Boote.
- Von diesem Anschluss bis Loudrefing ist der Kanallauf noch erkennbar, der Graben ist zugewachsen.
- In Loudrefing gibt es eine Kanal-Brücke und eine Kanal-Straße (Rue du Canal).
- In Dieuze gibt es eine „Promenade du Canal“ an der Stelle des geplanten Hafens.
- In Google Maps Satellit-Sicht ist der Kanal eingezeichnet als „Canal des Salines (Abandonné)“ (Kanal der Salinen (Aufgelassen)).

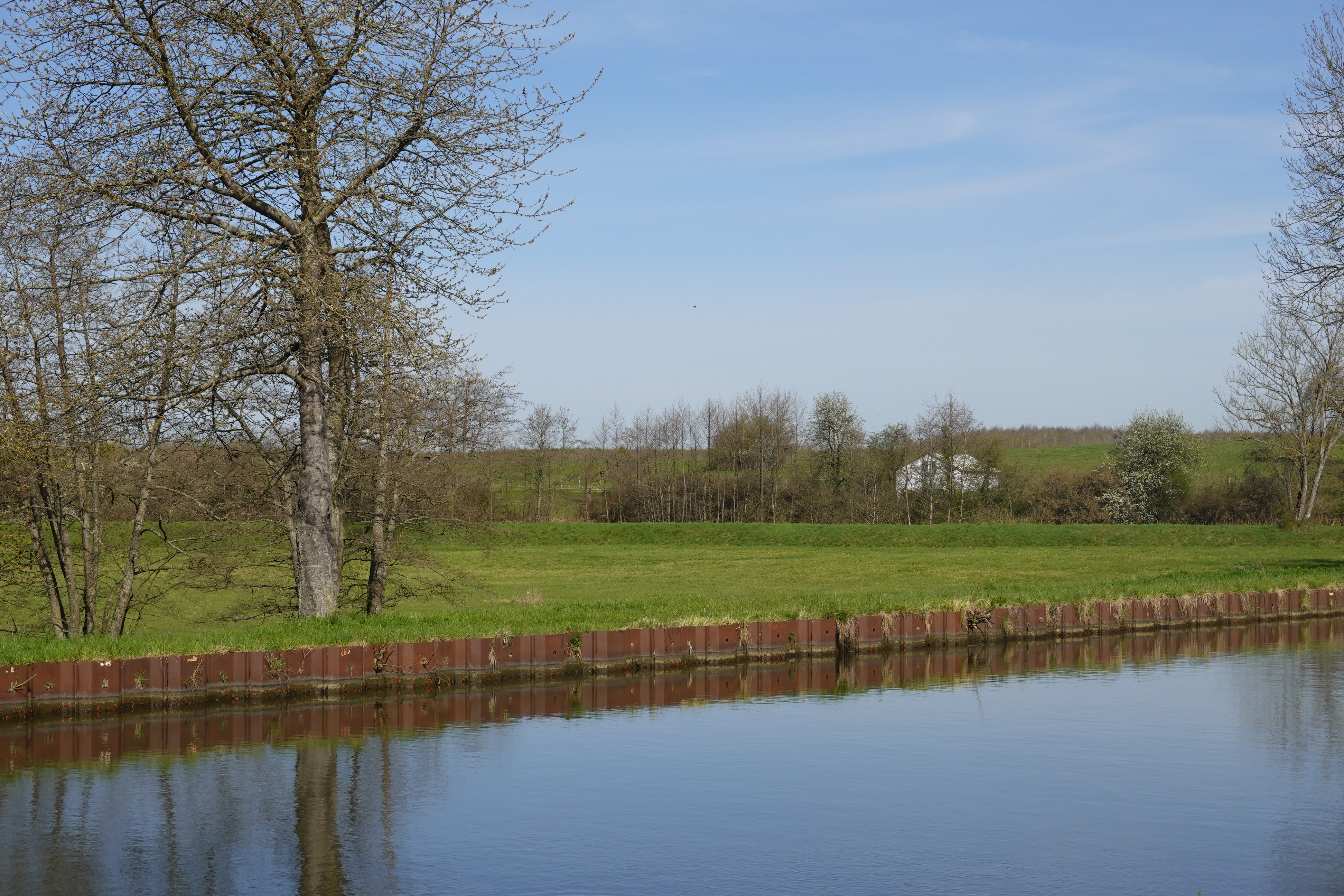
Canal des Salines de l'Est - Damm (im Hintergrund) in Mittersheim am Saarkanal
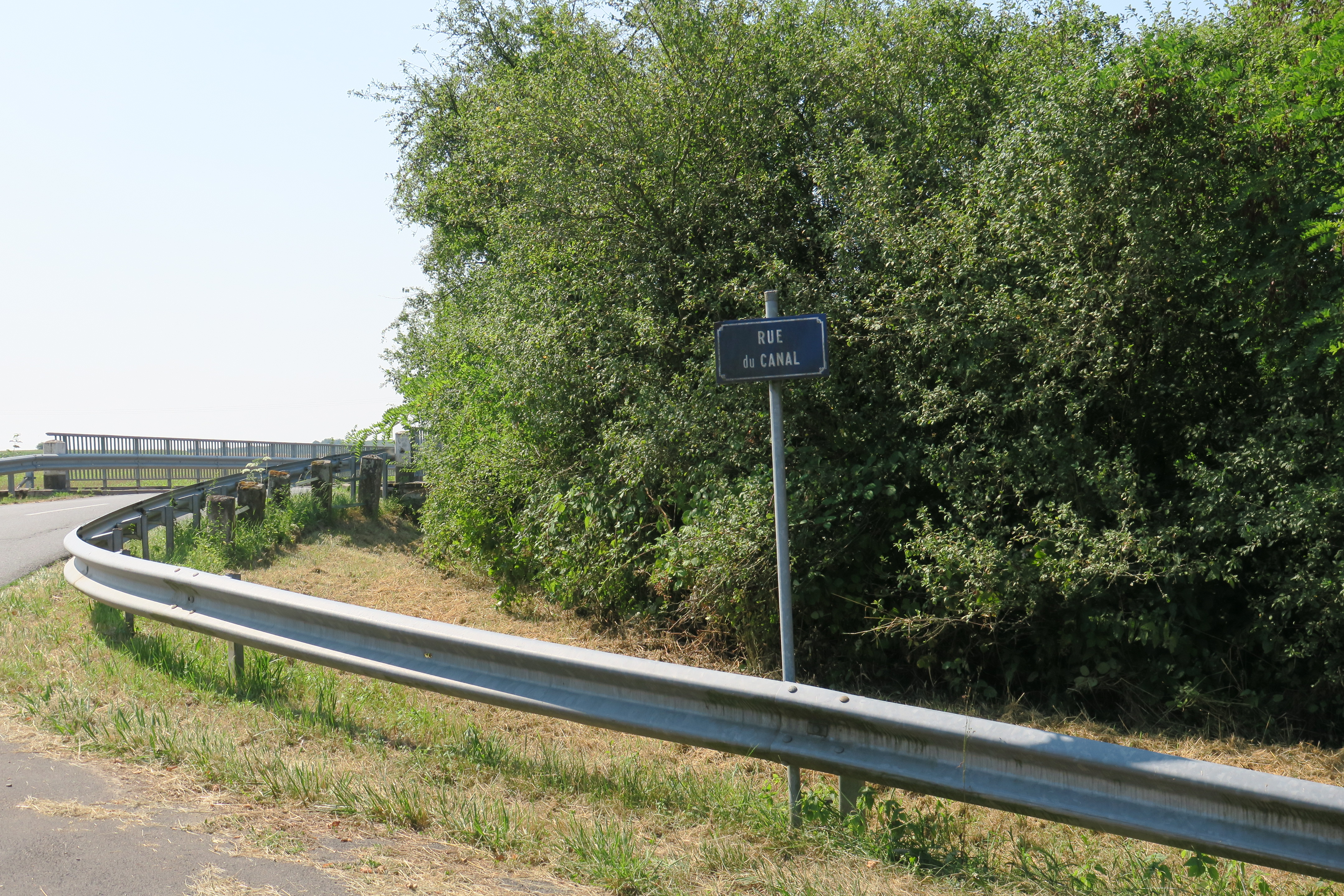
Reste des Canal des Salines de l'Est in Loudrefing
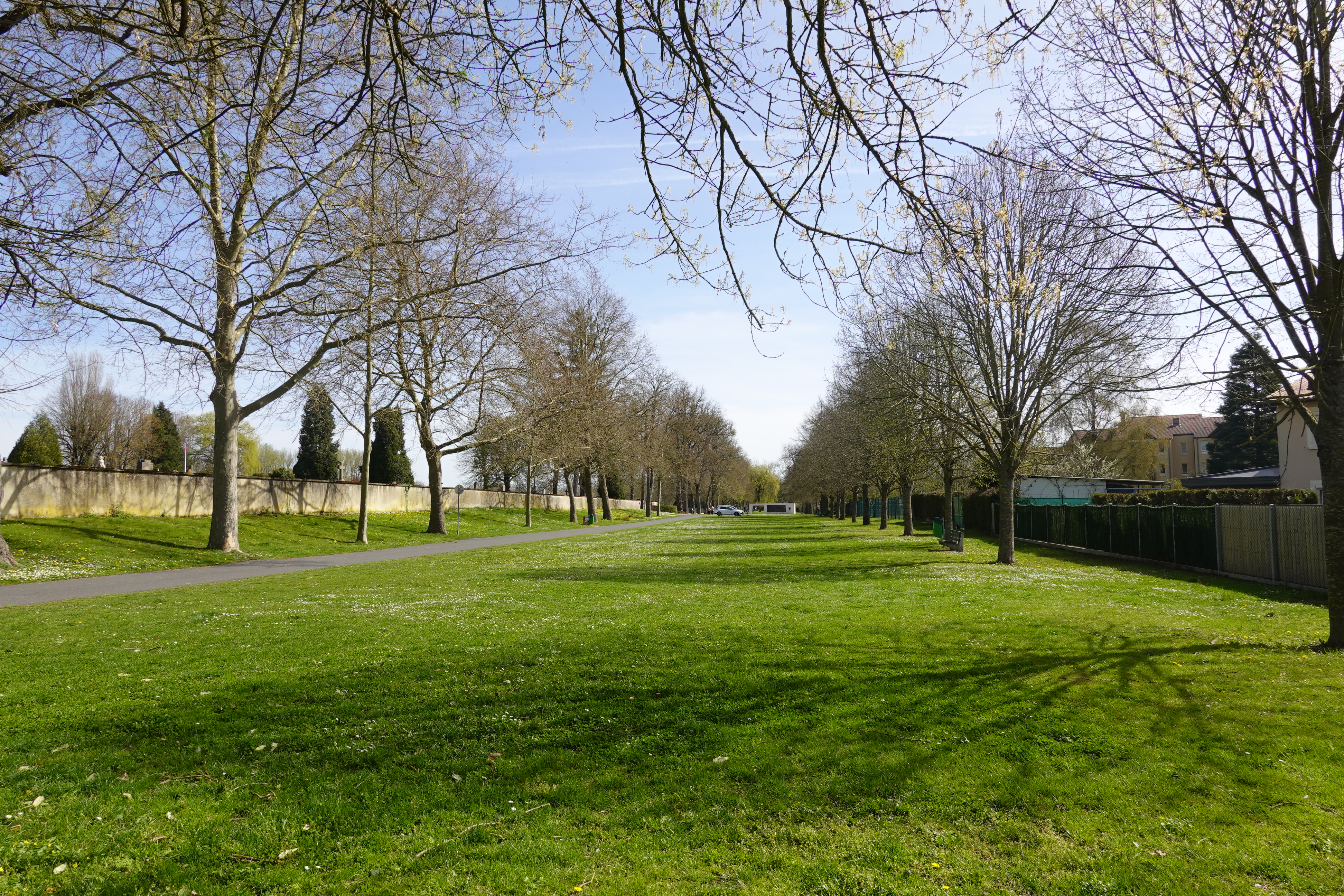
Canal des Salines de l'Est - Promenade du Canal in Dieuze